# Jean de Vienne (tàu tuần dương Pháp)
Jean de Vienne là một tàu tuần dương hạng nhẹ của Hải quân Pháp thuộc lớp La Galissonnière bao gồm sáu chiếc được chế tạo trước Chiến tranh Thế giới thứ hai. Tên của nó được đặt theo Jean de Vienne, Hiệp sĩ Pháp vào thế kỷ 14, từng là tướng và đô đốc trong cuộc Chiến tranh Một trăm năm. Trong chiến tranh, nó phục vụ cùng với phe Vichy Pháp và đã bị đánh đắm tại Toulon vào ngày 27 tháng 11 năm 1942.

## Thiết kế và chế tạo
Thiết kế của lớp La Galissonnière hình thành dựa trên sự cạnh tranh chạy đua vũ trang giữa Pháp và Ý, đối thủ tiềm năng chủ yếu của họ tại Địa Trung Hải. Với trọng lượng choán nước vào khoảng 7.000-9.000 tấn, dàn pháo chính bao gồm chín khẩu pháo 152 mm (6,0 in)/55 calibre bố trí trên ba tháp pháo ba nòng, vỏ giáp khá tốt và tốc độ tối đa lên đến 31–32 kn (57–59 km/h), lớp La Galissonnière tương đương hay vượt trội hơn ở nhiều khía cạnh so với các thế hệ của lớp tàu tuần dương Condottieri của Hải quân Ý, nhưng chỉ ngang bằng hay kém hơn so với các tàu tuần dương hạng nhẹ của Anh hay Đức đương thời.
Jean de Vienne được đặt lườn tại Xưởng vũ khí Lorient ở thành phố Lorient vào ngày 20 tháng 12 năm 1931. Nó được hạ thủy vào ngày 31 tháng 7 năm 1935 và đưa ra hoạt động cùng Hải quân Pháp vào ngày 10 tháng 2 năm 1937.

## Lịch sử hoạt động
Vào tháng 10 năm 1937, Jean de Vienne cùng với các con tàu chị em La Galissonnière và Marseillaise hình thành nên Hải đội Tuần dương 3 đặt căn cứ tại Toulon. Khi Chiến tranh Thế giới thứ hai nổ ra, nó đang trải qua một đợt đại tu tại Toulon, và đã quay lại Hải đội Tuần dương 3 đặt căn cứ tại Bizerte. Đơn vị của nó có nhiệm vụ đảm bảo lợi ích của Pháp tại Bắc Phi trong trường hợp Ý tham chiến. Cho đến khi việc đó xảy ra, hoạt động của Hải đội Tuần dương 3 khá giới hạn, ngoại trừ dịp Jean de Vienne cùng Marseillaise tham gia vận chuyển đến Halifax, Nova Scotia, Canada một phần dự trữ vàng của Ngân hàng Pháp Quốc vào tháng 12 năm 1939 và vận chuyển binh lính tại Địa Trung Hải vào tháng 3 năm 1940.
Sau khi Ý tham chiến vào ngày 10 tháng 6 năm 1940, Hải quân Pháp tiến hành một chiến dịch lớn nhằm ngăn ngừa nỗ lực của Hải quân Đức muốn vượt qua eo biển Gibraltar. Tiếp xúc duy nhất với đối phương là một cuộc tấn công bất thành nhắm vào tàu ngầm Ý Dandolo.
Jean de Vienne đã có mặt tại Algiers vào lúc Pháp đầu hàng nên đã tránh được việc tiêu diệt Hạm đội Pháp tại Mers-el-Kebir vào tháng 6 năm 1940. Sau đó nó hỗ trợ cho thiết giáp hạm Strasbourg cùng các tàu khu trục chạy thoát khỏi Mers-el-Kébir vào tháng 7 rồi hộ tống chúng đi đến Toulon. Jean de Vienne ở lại đây, gần như không hoạt động cho đến khi được đưa vào Lực lượng Biển khơi của phe Vichy vào ngày 15 tháng 3 năm 1941. Lực lượng này hầu như không đi ra biển do bị thiếu hụt nhiên liệu, ngoài trừ một lần vào tháng 1 năm 1942, Jean de Vienne được gửi đi trợ giúp cứu vớt chiếc tàu biển chở hành khách Lamoriciere, vốn bị đắm trong một cơn giông tố mùa Đông ngoài khơi quần đảo Balearic, khiến hơn 300 người thiệt mạng.
Sau khi phe Đồng Minh đổ bộ thành công lên Bắc Phi vào tháng 11 năm 1942, Đức xâm chiếm vùng tự do của Pháp và tìm cách chiếm các tàu chiến Pháp tại Toulon; do đó hầu hết các con tàu của Hạm đội Pháp còn lại tại Toulon đã bị đánh đắm vào ngày 27 tháng 11 năm 1942. Jean de Vienne lúc đó đang ở trong ụ tàu, Thuyền trưởng của nó, Đại tá Hải quân Mailloux, đã di chuyển con tàu ra phía trước và đánh đắm để chặn lối ra vào. Mặc dù lính biệt kích Đức đã lên được tàu và tháo kíp các khối chất nổ, các van của con tàu đã mở khiến nước tràn vào làm nghiêng con tàu, chặn cửa khiến ụ tàu không thể sử dụng được. Thủy thủ của nó cũng phá hủy mọi thiết bị trên tàu.
Được trao cho phía Ý sau một số trì hoãn vì lý do chính trị, con tàu được Hải quân Ý cho nổi trở lại vào ngày 18 tháng 2 năm 1943 và được đổi tên thành FR 11. Tuy nhiên, công việc tái trang bị cho nó được khởi sự nhưng không thể hoàn tất; dự định sáp nhập các con tàu trước đây của Pháp vào lực lượng của mình không thể thực hiện do tình trạng thiếu hụt nhiên liệu triền miên của Ý. Sau khi Ý đầu hàng, một lần nữa các con tàu lại rơi vào tay Đức; nhưng trong một đợt không kích vào ngày 24 tháng 11 năm 1943, các quả bom cháy ném trúng đã khiến nó bốc cháy và bị lật nghiêng cho đến khi tựa vào cầu tàu.
Khi Toulon được phe Đồng Minh giải phóng vào tháng 8 năm 1944 trong Chiến dịch Dragoon, đã có dự định tái trang bị cho nó, nhưng kế hoạch nhanh chóng bị hủy bỏ và Jean de Vienne bị tháo dỡ tại chỗ.